# Aloke Dasgupta
Aloke Dasgupta (ur. 26 stycznia 1953) – indyjski muzyk, grający na sitarze. Mieszka w Torrance w Kalifornii w Stanach Zjednoczonych.
Dasgupta studiował pod okiem Ali Akbar Khan, muzyka grającego na sarodzie. Współpracował między innymi z George’em Harrisonem, V.G. Jog, La Filharmonia i Rolling Stones.